# Thyreus fallibilis
Thyreus fallibilis är en biart som först beskrevs av Kohl 1906.  Thyreus fallibilis ingår i släktet Thyreus och familjen långtungebin. Inga underarter finns listade i Catalogue of Life.